# Rinorea ovalifolia
Rinorea ovalifolia är en violväxtart som först beskrevs av Nathaniel Lord Britton, och fick sitt nu gällande namn av Joseph Blake. Rinorea ovalifolia ingår i släktet Rinorea och familjen violväxter. Inga underarter finns listade i Catalogue of Life.